# Hidrocarburo

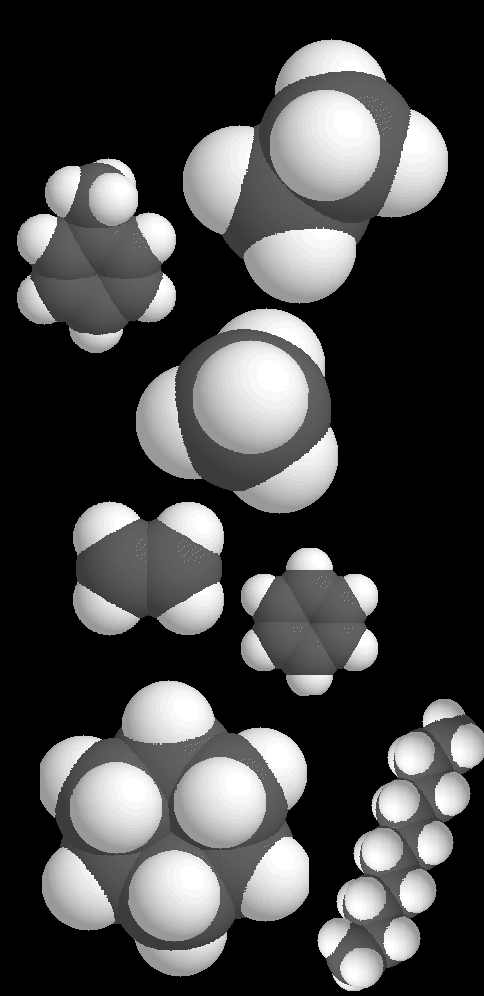
Algunos hidrocarburos. De arriba abajo: etano, tolueno, metano, eteno, benceno, ciclohexano y decano.

Los hidrocarburos son compuestos orgánicos conformados únicamente por átomos de carbono e hidrógeno. : 620  Los hidrocarburos son ejemplos de hidruros del grupo 14. Debido a que el carbono tiene 4 electrones en su capa más externa (y debido a que cada enlace covalente requiere una donación de 1 electrón, por átomo, para la formación del enlace) por lo tanto el carbono tiene exactamente cuatro enlaces que hacer, y solo se establece si se usan 4 de estos enlaces.
Los hidrocarburos aromáticos (arenos), alcanos, cicloalcanos y alquilo son compuestos basados en diferentes tipos de hidrocarburos.
Las cadenas de átomos de carbono pueden ser lineales o ramificadas, y abiertas o cerradas. Los que tienen en su molécula otros elementos químicos (heteroátomos) se llaman hidrocarburos sustituidos.
Con relación a los Carbohidratos. Un hidrocarburo es una molécula compuesta de carbono e hidrógeno. Un carbohidrato es una molécula compuesta de carbono, hidrógeno y oxígeno. 
Aunque uno es derivado del otro, sí tiene una diferencia. Los hidrocarburos son compuestos orgánicos derivados del petróleo. Los carbohidratos son azúcares, como por ejemplo la glucosa, fructosa y otras, que son compuestos energéticos. Ambos usan calorías pero tienen diversa índole energética. 
La mayoría de los hidrocarburos encontrados en la Tierra ocurren naturalmente en petróleo crudo, donde la materia orgánica descompuesta proporciona una abundancia de carbono e hidrógeno que, cuando se une, puede catenarse para formar cadenas aparentemente ilimitadas.

## Clasificación

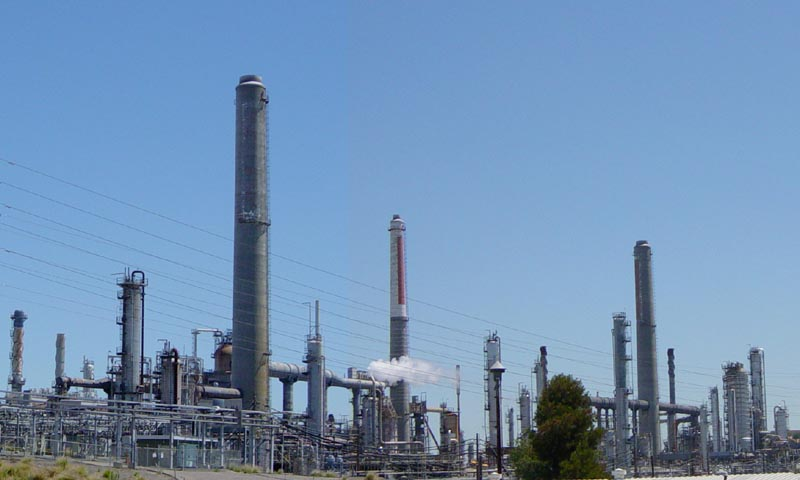
Refinería en California.

Los hidrocarburos se pueden clasificar en dos tipos: alifáticos y aromáticos. Los alifáticos se pueden clasificar a su vez en alcanos, alquenos y alquinos según los tipos de enlace que unen entre sí los átomos de carbono. Las fórmulas generales de los alcanos, alquenos y alquinos son CnH2n+2, CnH2n y CnH2n-2, respectivamente.
Hidrocarburos saturados o alcanos: son compuestos formados por carbono e hidrógeno, presentan enlaces sencillos (SP3). Presenta una fórmula general (CnH2n+2), donde n es el número de carbonos del compuesto y el sufijo -o y su terminación en -ano.
CH4→ Metano, C2H6→Etano, C3H8→Propano, C4H10→Butano, C5H12→Pentano, C6H14→ Hexano, C7H16→Heptano
C8H18→Octano, C9H20→Nonano, C10H22→Decano.
De acuerdo con el tipo de estructuras que pueden formar, los hidrocarburos se pueden clasificar en:
- Hidrocarburos acíclicos, los cuales presentan sus cadenas abiertas. A su vez se clasifican en:
  - Hidrocarburos lineales a los que carecen de cadenas laterales
  - Hidrocarburos ramificados, los cuales presentan cadenas laterales.
- Hidrocarburos cíclicos o cicloalcanos, que se definen como hidrocarburos de cadena cerrada. Estos a su vez se clasifican como:
  - Monocíclicos, que tienen una sola operación de ciclización.
  - Policíclicos, que contienen varias operaciones de ciclización.

Los sistemas policíclicos se pueden clasificar por su complejidad en: 
- Fusionados, cuando al menos dos ciclos comparten un enlace covalente.

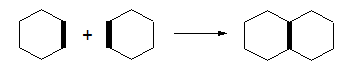
Cicloalcano bicíclico de fusión.

- Espiroalcanos, cuando al menos dos ciclos tienen un solo carbono en común.

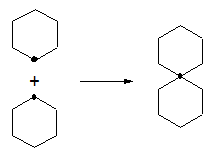
Cicloalcano bicíclico espiro.

- Puentes Estructuras de von Baeyer, cuando una cadena lateral de un ciclo se conecta en un carbono cualquiera. Si se conectara en el carbono de unión del ciclo con la cadena, se tendría un compuesto espiro. Si la conexión fuera sobre el carbono vecinal de unión del ciclo con la cadena, se tendría un compuesto fusionado. Una conexión en otro carbono distinto a los anteriores genera un puente.

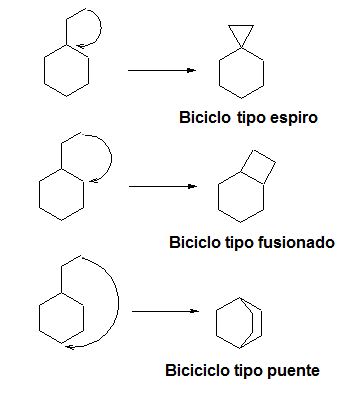
Cicloalcanos tipo puente.

- Agrupaciones, cuando dos ciclos independientes se conectan por medio de un enlace covalente.

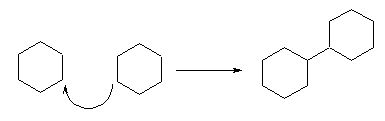
Cicloalcanos en agrupaciones.

- Ciclofanos, cuando a partir de un ciclo dos cadenas se conectan con otro ciclo.

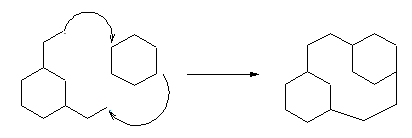
Ciclofanos.

Según los enlaces entre los átomos de carbono, los hidrocarburos se clasifican en:
- Hidrocarburos alifáticos, los cuales carecen de un anillo aromático, que a su vez se clasifican en:
  - Hidrocarburos saturados, (alcanos o parafinas), en la que todos sus carbonos tienen cuatro enlaces simples (o más técnicamente, con hibridación sp3).
  - Hidrocarburos no saturados o insaturados, que presentan al menos un enlace doble (alquenos u olefinas) o triple (alquino o acetilénico) en sus enlaces de carbono.
- Hidrocarburos aromáticos, los cuales presentan al menos una estructura que cumple la regla de Hückel (Estructura cíclica, que todos sus carbonos sean de hibridación sp2 y que el número de electrones en resonancia sea par no divisible entre 4).

Los hidrocarburos extraídos directamente de formaciones geológicas en estado líquido se conocen comúnmente con el nombre de petróleo, mientras que los que se encuentran en estado gaseoso se les conoce como gas natural.
La explotación comercial de los hidrocarburos constituye una actividad económica de primera importancia, pues forman parte de los principales combustibles fósiles (petróleo y gas natural), así como de todo tipo de plásticos, ceras y lubricantes.
Según los grados API, se clasifican en:
{\displaystyle API={\frac {141,5}{GE}}-131,5\qquad {\mbox{ donde, }}\qquad GE={\frac {\rho _{\mbox{ liquido}}}{\rho _{\mbox{ agua}}}}}
Si es:
- > 40 - condensado
- 30-39,9 - liviano
- 22-29,9 - mediano
- 10-21,9 - pesado
- < 9,9 - extrapesado

### Hidrocarburos simples y sus variaciones
| Número de átomos de carbono | Alcano (enlace único) | Alqueno (doble enlace) | Alquino (triple enlace)  | Cicloalcano   | Aleno                   |
| --------------------------- | --------------------- | ---------------------- | ------------------------ | ------------- | ----------------------- |
| 1                           | Metano                | —                      | —                        | —             | —                       |
| 2                           | Etano                 | Eteno (etileno)        | Etino (acetileno)        | —             | —                       |
| 3                           | Propano               | Propeno (propileno)    | Propino (metilacetileno) | Ciclopropano  | Propadieno (alleno)     |
| 4                           | Butano                | Buteno (butileno)      | Butino                   | Ciclobutano   | Butadieno               |
| 5                           | Pentano               | Penteno                | Pentino                  | Ciclopentano  | Pentadieno (piperileno) |
| 6                           | Hexano                | Hexeno                 | Hexino                   | Ciclohexano   | Hexadieno               |
| 7                           | Heptano               | Hepteno                | Heptino                  | Cicloheptano  | Heptadieno              |
| 8                           | Octano                | Octeno                 | Octino                   | Ciclooctano   | Octadieno               |
| 9                           | Nonano                | Noneno                 | Nonino                   | Ciclonano     | Nonadieno               |
| 10                          | Decano                | Deceno                 | Decino                   | Ciclodecano   | Decadieno               |
| 11                          | Undecano              | Undeceno               | Undecino                 | Cicloundecano | Undecadieno             |
| 12                          | Dodecano              | Dodeceno               | Dodecino                 | Ciclododecano | Dodecadieno             |

## Propiedades generales
Debido a las diferencias en la estructura molecular, la fórmula empírica sigue siendo diferente entre los hidrocarburos; en los alcanos lineales o de "cadena recta", los alcanos y los alquenos, la cantidad de hidrógeno enlazado disminuye en los alquenos y los alquinos debido a la "autovinculación" o catenación del carbono que impide la saturación completa del hidrocarburo mediante la formación de enlaces dobles o triples.
Esta capacidad inherente de los hidrocarburos para unirse a sí mismos se conoce como catenación, y permite que los hidrocarburos formen moléculas más complejas, como el ciclohexano, y en casos más raros, arenos como el benceno. Esta capacidad proviene del hecho de que el carácter de enlace entre los átomos de carbono es enteramente no polar, en el sentido de que la distribución de electrones entre los dos elementos se debe de alguna manera a los mismos valores electronegatividad de los elementos (~0.30), y no resulta en la formación de un electrofilo.
Generalmente, con la catenación viene la pérdida de la cantidad total de hidrocarburos enlazados y un aumento en la cantidad de energía requerida para la división de la unión debido a la tensión ejercida sobre la molécula; en moléculas como el ciclohexano, esto se conoce como tensión anular, y ocurre debido a la configuración electrónica espacial "desestabilizada" del átomo.
En química simple, según la teoría del enlace de valencia, el átomo de carbono debe seguir la regla del 4-hidrógeno, que establece que el número máximo de átomos disponibles para unirse con el carbono es igual al número de electrones que son atraídos hacia la capa externa del carbono. En términos de capas, el carbono consiste en una capa externa incompleta, que comprende 4 electrones, y por lo tanto tiene 4 electrones disponibles para enlaces covalentes o enlaces dativos.
Los hidrocarburos son hidrofóbicos como los lípidos.
Algunos hidrocarburos también son abundantes en el sistema solar. Se han encontrado lagos de metano y etano líquido en la luna más grande de Saturno, Titán, confirmada por la Misión Cassini-Huygens.
Los hidrocarburos también son abundantes en las nebulosas que forman hidrocarburo aromático policíclico (PAH).

## Uso

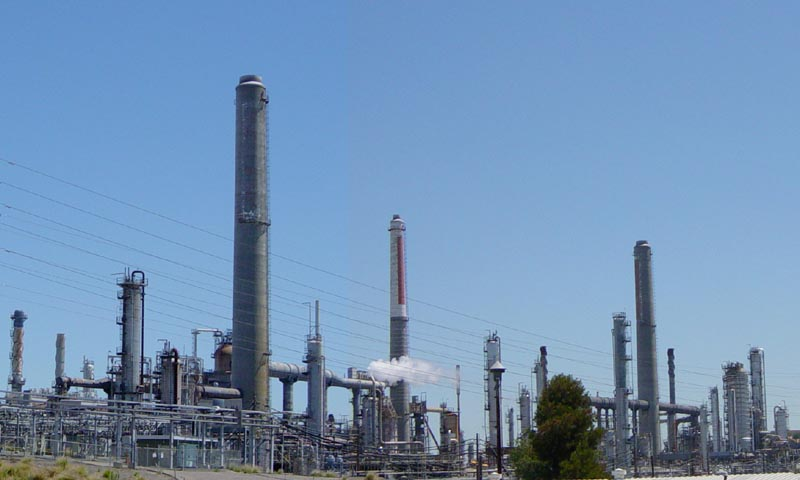
Refinerías de petróleo] son una de las formas en que se procesan los hidrocarburos para su uso. El petróleo crudo se procesa en varias etapas para formar hidrocarburos deseados, usados como combustible y en otros productos.

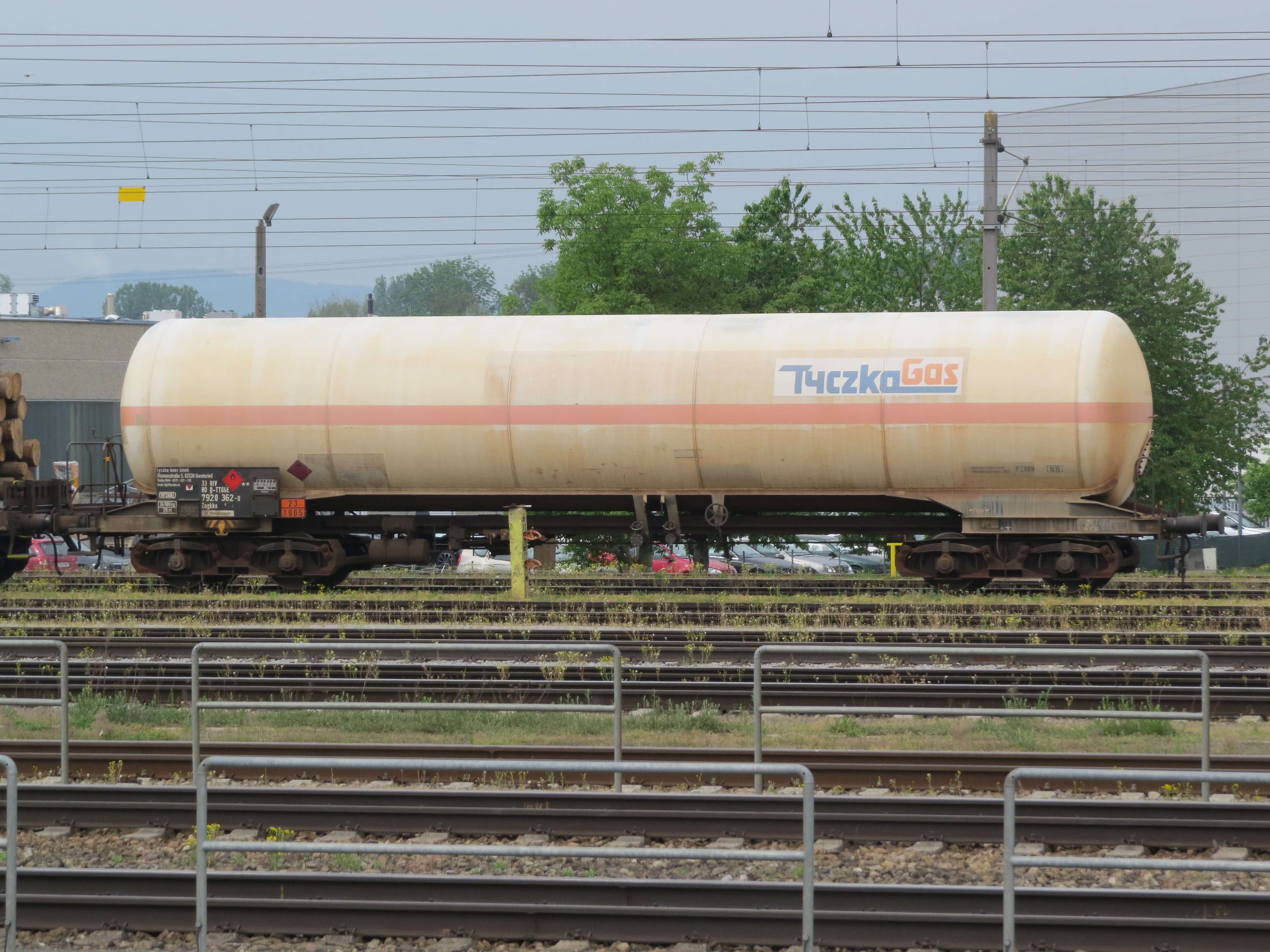
Vagón cisterna 33 80 7920 362-0 con gas hidrocarburo en Bahnhof Enns (2018).

Los hidrocarburos son una fuente de energía primaria para las civilizaciones actuales. El uso predominante de los hidrocarburos es como fuente de combustible. En su forma sólida, los hidrocarburos toman la forma de asfalto (betún). 
Las mezclas de hidrocarburos volátiles se utilizan ahora con preferencia a los clorofluorocarburos como propulsor para aerosoles, debido al impacto de los clorofluorocarburos en la capa de ozono.
El metano (CH4) y el etano (C2H6) son gaseosos a temperatura ambiente y no pueden ser fácilmente liquidados por presión sola. El Propano (C3H8) es, sin embargo, fácil de licuar, y existe en 'botellas de propano' principalmente como líquido. El etano y el propano son una materia prima prometedora para la síntesis de etileno y propileno. Estos alquenos son sustancias químicas de plataforma que permiten la síntesis de derivados (como epóxido, etanol, etilenglicoles, ácido acético, ácido acrílico, acrilnitrilo) y polímeros (polietileno, polipropileno, etc.). El butano (C4H10) es tan fácil de licuar que proporciona un combustible seguro y volátil para pequeñas bolsas encendedoras. El pentano (C5H12) es un líquido incoloro a temperatura ambiente, comúnmente utilizado en química e industria como un poderoso solvente casi inodoro de ceras y compuestos orgánicos de alto peso molecular, incluyendo grasas. El Hexano (C6H14) es también un solvente no polar y no aromático ampliamente utilizado, así como una fracción significativa de gasolina común.
Los C6 hasta C10 alcanos, los alcanos y cicloalcanos isoméricos son los componentes principales de las mezclas de gasolina, nafta, combustible para aviones y solventes industriales especializados. Con la adición progresiva de unidades de carbono, los hidrocarburos simples estructurados sin anillo tienen viscosidades más altas, índices de lubricación, puntos de ebullición, temperaturas de solidificación y un color más profundo. En el extremo opuesto del metano se encuentran los alquitranes pesados que permanecen como la fracción más baja en una réplica de refinación de petróleo crudo. Se recogen y se utilizan ampliamente como compuestos para techos, composición de pavimentos, conservantes de la madera (la serie creosota) y como líquidos extremadamente resistentes al cizallamiento de alta viscosidad.
El uso de hidrocarburos también es frecuente en la naturaleza. Algunos artrópodos eusociales, como la abeja brasileña sin aguijón, Schwarziana quadripunctata, utilizan "olores" únicos de hidrocarburos para determinar el parentesco entre no parientes. La composición química de los hidrocarburos varía entre edad, sexo, ubicación del nido y posición jerárquica.

## Toxicidad
El envenenamiento por hidrocarburos como el de benceno y el petróleo suelen producirse accidentalmente por inhalación o ingestión de estos compuestos químicos citotóxicos. Inyección intravenosa o subcutánea de compuestos de petróleo con la intención del suicidio o abuso es un evento extraordinario que puede resultar en daño local o toxicidad sistémica como necrosis tisular, formación de absceso, fallo del sistema respiratorio y daño parcial en los riñones, el cerebro y el sistema nervioso. Moaddab y Eskandarlou informan de un caso de necrosis de la pared torácica y empiema resultante de un intento de suicidio por inyección de petróleo en la cavidad pleural.

## Reacciones
Hay tres tipos principales de reacciones de hidrocarburos:
- Reacción de sustitución
- Reacción de adición
- Combustión

### Reacciones de sustitución
Las reacciones de sustitución solo se producen en hidrocarburos saturados (enlaces carbono-carbono simples). En esta reacción, un alcano reacciona con una molécula de cloro. Uno de los átomos de cloro desplaza a un átomo de hidrógeno. Esto forma ácido clorhídrico así como el hidrocarburo con un átomo de cloro.
CH4 + Cl2 → CH3Cl + HCl
CH3Cl + Cl2 → CH2Cl2 + HCl
hasta CCl4 (tetracloruro de carbono)
C2H6 + Cl2 → C2H5Cl + HCl
C2H4Cl2 + Cl2 → C2H3Cl3 + HCl
hasta C2Cl6 (hexacloroetano)

### Reacciones de adición
Las reacciones de adición involucran a los alquenos y a los alquinos. En esta reacción una molécula halógena rompe el enlace doble o triple en el hidrocarburo y forma un enlace.

### Combustión
Los hidrocarburos son actualmente la principal fuente de energía eléctrica y de calor (como la calefacción de los hogares) debido a la energía que se produce cuando se quema.
A menudo esta energía se utiliza directamente como calor, como en los calentadores domésticos, que utilizan ya sea petróleo o gas natural. El hidrocarburo se quema y el calor se utiliza para calentar el agua, que luego circula. Un principio similar se utiliza para crear energía eléctrica en centrales eléctricas.
Las propiedades comunes de los hidrocarburos son el hecho de que producen vapor, dióxido de carbono y calor durante la combustión y el oxígeno es necesario para que se produzca la combustión. El hidrocarburo más simple, metano, se quema de la siguiente manera:
CH4 + 2 O2 → 2 H2O + CO2 + energía
En un suministro inadecuado de aire, se forman el gas monóxido de carbono y el vapor de agua:
2 CH4 + 3 O2 → 2 CO + 4 H2O
Otro ejemplo es la combustión de propano:
C3H8 + 5 O2 → 4 H2O + 3 CO2 + energía
Y finalmente, para cualquier alcano liner de n átomos de carbono,
CnH2n+2 + 3n + 12 O2 → (n + 1) H2O + n CO2 + energía
La quema de hidrocarburos es un ejemplo de una reacción química exotérmica.
Los hidrocarburos también pueden ser quemados con flúor elemental, resultando en productos tetrafluoruro de carbono y fluoruro de hidrógeno.

#### Petróleo

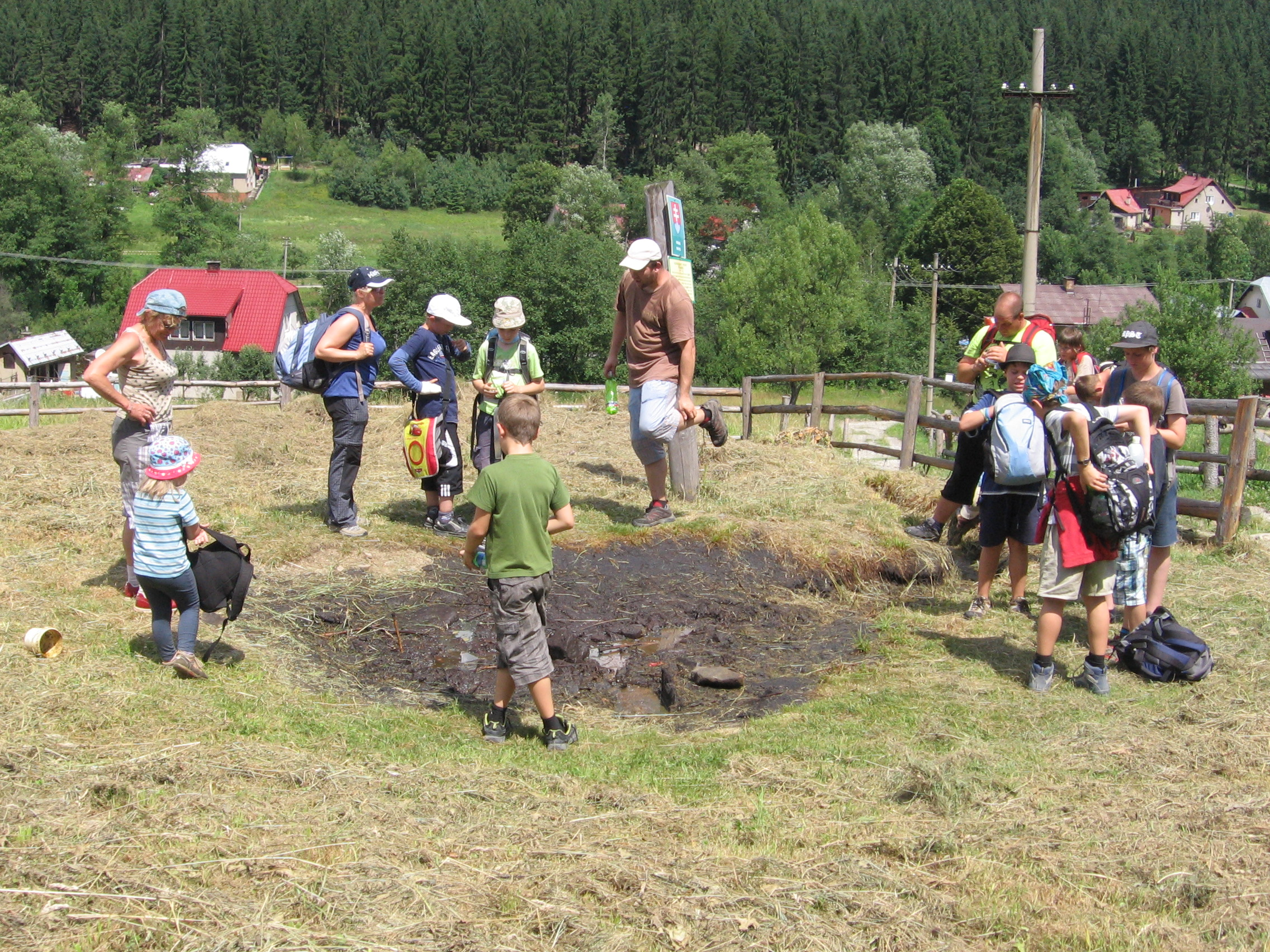
Fuente de petróleo natural en Korňa, Eslovaquia

Los hidrocarburos extraídos en forma líquida se denominan petróleo (literalmente "aceite de roca") o aceite mineral, mientras que los hidrocarburos en forma gaseosa se denominan gas natural. El petróleo y el gas natural se encuentran en el subsuelo de la Tierra con las herramientas de geología del petróleo y son una fuente importante de combustible y materias primas para la producción de productos químicos orgánicos.
La extracción de combustible líquido de hidrocarburos de cuencas sedimentarias es parte integral del desarrollo energético moderno. Los hidrocarburos son minados de arenas bituminosas y esquisto bituminoso, y potencialmente extraídos de hidrato de metano sedimentario. Estas reservas requieren destilación y mejoras para producir crudo sintético y petróleo.
Las reservas de petróleo en rocas sedimentarias] son la fuente de hidrocarburos para las industrias de energía, transporte y petroquímica.
Los hidrocarburos de importancia económica incluyen los combustibles fósiles tales como carbón, petróleo y gas natural, y sus derivados tales como plásticos,parafinas, ceras, solventes y aceites. Los hidrocarburos – junto con NOx y la luz solar. – contribuye a la formación de ozono troposférico y los gases de efecto invernadero.

#### Biorremediación
Las bacterias en la capa gabróica de la corteza del océano pueden degradar los hidrocarburos; pero el medio ambiente extremo dificulta la investigación  Otras bacterias como Lutibacterium anuloederans también pueden degradar hidrocarburos.
Es posible la micorremediación o descomposición de hidrocarburos por micelio y setas.

## Seguridad
Muchos hidrocarburos son altamente inflamables; por lo tanto, se debe tener cuidado para evitar lesiones. El benceno y muchos hidrocarburos aromáticos] son posibles carcinógenos, y se debe usar el equipo de seguridad adecuado para evitar que estos compuestos dañinos entren en el cuerpo. Si los hidrocarburos se queman en áreas estrechas, se puede formar monóxido de carbono tóxico. Los hidrocarburos deben mantenerse alejados de los compuestos flúor debido a la alta probabilidad de formación de compuestos tóxicos como el ácido fluorhídrico.

## Impacto ambiental
Los hidrocarburos se introducen en el medio ambiente a través de su uso extensivo como combustibles y productos químicos, así como a través de fugas o derrames accidentales durante la exploración, producción, refinación o transporte. La contaminación antropogénica del suelo por hidrocarburos es un grave problema mundial debido a la persistencia de los contaminantes y al impacto negativo en la salud humana.

## Hidrocarburos sustituidos
Los hidrocarburos sustituidos son compuestos que tienen la misma estructura que un hidrocarburo, pero que contienen átomos de otros elementos distintos al hidrógeno y el carbono en lugar de una parte del hidrocarburo. La parte de la molécula que tiene un ordenamiento específico de átomos, que es el responsable del comportamiento químico de la molécula base, recibe el nombre de grupo funcional.
Por ejemplo:
Los compuestos halogenados tienen como grupo funcional los átomos de halógenos. Tienen una alta densidad. Se utilizan en refrigerantes, disolventes, pesticidas, repelentes de polillas, en algunos plásticos y en funciones biológicas: hormonas tiroideas. Por ejemplo: cloroformo, diclorometano, tiroxina, Freón, DDT, PCBs, PVC.
La estructura de los compuestos halogenados es: R-X, en donde X es flúor (F), cloro (Cl), bromo (Br) y yodo (I), y R es un radical de hidrocarburo.

## Microorganismos que degradan los hidrocarburos
Los microorganismos se consideran como seres capaces de  adaptarse y adaptar su metabolismo en función de las condiciones ambientales en las que se desarrollen y los parámetros físico-químicos que presenten, lo que les permite también desarrollarse en lugares donde están presentes los hidrocarburos. 
Existen alrededor de 160 géneros de microorganismos que degradan los hidrocarburos, entre los principales se encuentran:
- Acinetobacter
- Flavobacterium
- Corynebacterium
- Bacillus
- Achromobacter
- Rhodococcus